# 锺殿选
锺殿选（？—？），清朝人，是一名清朝政治人物。
锺殿选曾于1849年接替朱钧任松江府知府一职，1850年由顾兰徵接任。